# Kay Starr

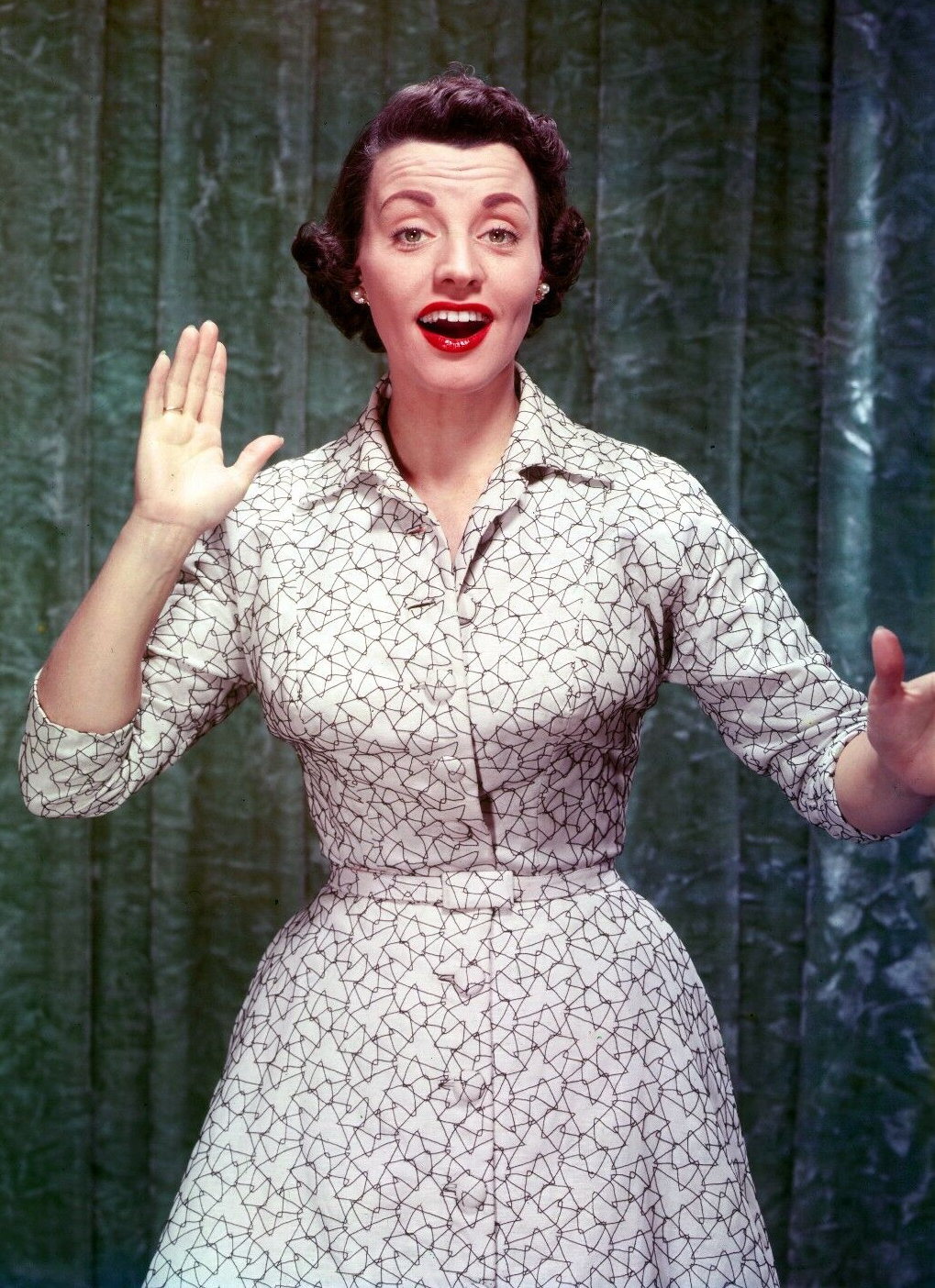
Publicity-Foto aus den 1950er Jahren.

Kay Starr (* 21. Juli 1922 in Dougherty, Oklahoma; † 3. November 2016 in Beverly Hills, Kalifornien), gebürtig Catherine Laverne Starks, war eine US-amerikanische Jazz- und Pop-Sängerin.

## Leben und Wirken
Kay Starrs Vater, Harry Sylvester Starks, war ein Irokese; ihre Mutter, Annie Mae Coll, halb irischer halb indianischer Abstammung. Als die Familie nach Dallas zog, wurde man dort auf die Stimme der kleinen Katherine aufmerksam. Bereits im Alter von sieben Jahren gewann sie den Talentwettbewerb eines Radiosenders und bekam ihre eigene fünfzehnminütige Radioshow. Dort sang sie Pop- und Old-Time Musiclieder mit Klavierbegleitung. Im Alter von zehn Jahren verdiente sie drei US-Dollar pro Nacht, viel Geld zu Zeiten der Weltwirtschaftskrise.

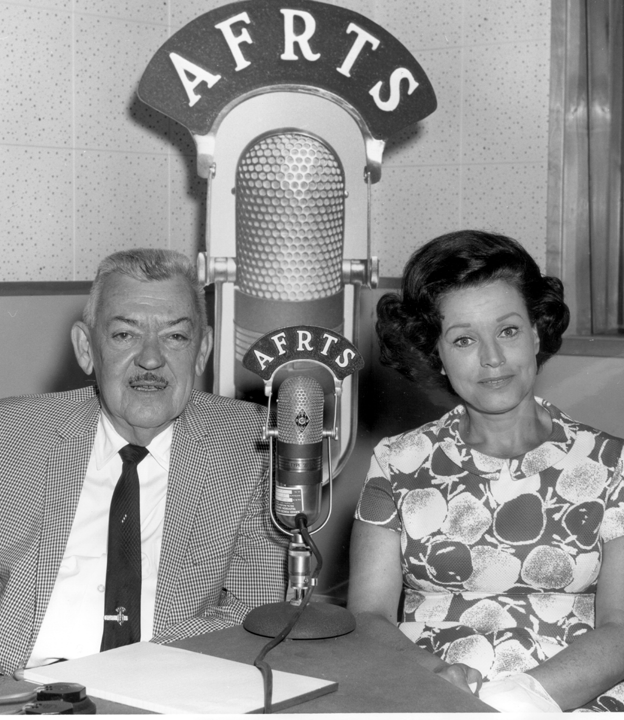
Kay Starr mit Andy Mansfield in der Radiosendung America's Popular Music (1968).

Ihr Vater, der Sanitärinstallateur war, wechselte häufig seine Arbeitsstelle und so gelangte die Familie nach Memphis, Tennessee, wo Kay Starr im Radio dann mehr in Richtung Country und Swing zu singen begann. Während ihrer Zeit am WMPS-Kanal in Memphis entschieden sie und ihre Eltern auf Grund häufiger Fehlschreibungen ihres Namens in Fanbriefen, ihre Karriere künftig unter dem Namen Kay Starr fortzuführen. Mit 15 Jahren wurde sie von Joe Venuti für sein Orchester engagiert, das in einem nahen Hotel auftrat. Da Kay Starr zu diesem Zeitpunkt immer noch in der Junior High School war, verpflichteten ihre Eltern den Bandleader Venuti, sie spätestens um Mitternacht nach Hause zu bringen. 1939 empfahl sie Venuti an Bob Crosby weiter, in dessen Orchester sie in der Camel Caravan Show auftrat und den Titel Memphis Blues präsentierte; danach hatte sie ein kurzes Gastspiel im Orchester von Glenn Miller, bei dem auch erste Plattenaufnahmen entstanden. Nach ihrem Highschool-Abschluss arbeitete Kay Starr wieder bei Venuti, dessen Band aber 1941 auseinanderging.
1939 entstanden die ersten Aufnahmen für Bluebird Records (Babe Me und Love with a Capital You); 1943 sang sie in Wingy Manone’s New Orleans Jazz Band, mit der sie If I Could Be with You einspielte, später ersetzte sie Lena Horne im Orchester von Charlie Barnet, mit dem sie, erzwungen durch den Schallplattenstreik, erst ab März 1944 einige Titel für Decca Records aufnahm (Share Croppin’ Blues). 1945 zwang sie eine Stimmerkrankung zu einer längeren Pause, die es ihr ermöglichte, dann als Solistin weiterzuarbeiten. Ende 1945 trat sie im Streets of Paris, einem Jazzclub in Los Angeles auf; in dieser Zeit entstanden einige Aufnahmen – so Standards wie Honeysuckle Rose, All of Me oder There’s a Lull in My Life für kleinere Labels mit namhaften Jazzmusikern wie Joe Venuti, Barney Bigard, Willie Smith, Vic Dickenson und Zutty Singleton.
1947 war ihre Stimme wieder zurück, klang aber heiserer. Sie schloss damals einen Plattenvertrag mit Capitol Records; es entstanden zahlreiche Hits wie I’m the Lonesomest Girl in Town und So Tired. Gleich zu Anfang entstanden mit Red Nichols auch Jazztitel wie Too Busy oder Irving Berlins Spiritual Waiting at the End of the Road. Anfang 1948 war ihre Popularität groß genug, dass sie ein Engagement im Sherman Hotel in Chicago bekam; von Mai bis Juni trat sie im New Yorker Café Society auf, anschließend im Paramount.

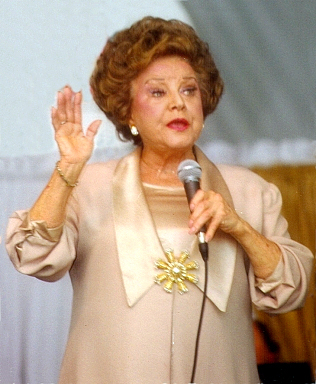
Kay Starr (1999)

Ihr Repertoire umfasste nun mehr Country-Musik-Titel.
Ab 1949 verlegte sich Capitol mehr auf die Country-Seite von Kay Starr, 1950 hatten sie Erfolg mit der Pee-Wee-King-Nummer Bonaparte’s Retreat mit einer Mischung aus Dixieland und Western Music, von dem sich fast eine Million Exemplare verkauften. Danach kam Capitol auf die Idee, ihre Aufnahmen mit Gags wie Doo-Wop-artigen Hintergrundchören zu versehen, wie bei der Single I Waited a Little Too Long, bis hin zu ganzen Alben, wie selbst den jazzigen LPs Rockin’ with Kay, Blue Starr und The Jazz Singer. Mit Wheel Of Fortune (1952), den zuvor Johnny Hartman für Victor aufgenommen hatte, und The Rock And Roll Waltz (1956, auf RCA Victor) hatte sie zwei Nummer-eins-Hits in den US-Charts und erhielt zwei Goldene Schallplatten dafür. Die Sängerin war zwischen 1948 und 1962 in den Hitlisten vertreten und brachte es insgesamt auf rund 40 Single-Erfolge. Über diesen Teil ihres Schaffens sagte sie 1950 zu Down Beat: „Es ist mein Gesangsstil, der sich geändert hat. Als Jazzsängerin kannst du kein Geld verdienen, und mit einer kleinen Tochter, die ernährt und großgezogen werden muss, war ich gezwungen, kommerziell zu werden. Bin ich glücklich? Was denken Sie? Ich bin Jazzsängerin geworden, und doch konnte ich damit niemals Geld verdienen. Glauben Sie, mir gefällt es, einen Song wie ‚Hoop-De-Doo‘ zu singen?“
1955 wechselte sie zu RCA-Victor, wo sie den Hit The Rock’n’Roll Waltz hatte; 1957 stand sie mit My Heart Reminds Me noch einmal in den Top Ten. 1959 kehrte sie zu Capitol zurück und nahm noch vier „überragende“ Jazzalben auf, Movin’, Movin’ on Broadway (mit dem Veteranen Van Alexander), The Jazz Singer und schließlich I Cry by Night, Starrs einzigem Album in kleiner Besetzung, darunter Ben Webster, in dem sie Klassiker wie Baby Won’t You Please Come Home, More Than You Know oder Lover Man interpretierte. Doch nach 1962 kam der von ihr favorisierte Gesangs- und Musikstil langsam aus der Mode, Capitol Records ließ sie fallen und Kay Starr fand wie so viele Stars vor und nach ihr ein dankbares Publikum in den Vergnügungstempeln von Las Vegas – abseits der Charts. Im Jahr 1968 kehrte sie noch einmal zum Jazz zurück und nahm ein Album mit Count Basie auf, das jedoch durch die Arrangements von Dick Hyman beeinträchtigt wurde. Bis in die 1990er Jahre blieb sie aktiv auf der Bühne und nahm immer mal wieder Platten auf. Ob Pop, Jazz oder Country – die Spielarten waren dabei mannigfaltig.

## Diskografie

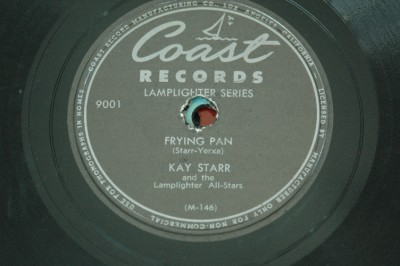
Kay-Starr-Single Frying Pan

### Alben unter eigenem Namen
| Jahr | Titel               | Höchstplatzierung, Gesamtwochen, AuszeichnungChartplatzierungen (Jahr, Titel, Platzierungen, Wochen, Auszeichnungen, Anmerkungen) | Höchstplatzierung, Gesamtwochen, AuszeichnungChartplatzierungen (Jahr, Titel, Platzierungen, Wochen, Auszeichnungen, Anmerkungen) | Anmerkungen |
| Jahr | Titel               | UK | US | Anmerkungen |
| ---- | ------------------- | --- | --- | ----------- |
| 1953 | The Kay Starr Style | — | US2 (20 Wo.)US |             |
| 1959 | Movin’              | UK16 (1 Wo.)UK | — |             |

grau schraffiert: keine Chartdaten aus diesem Jahr verfügbar
Weitere Alben
- 1955: In a Blue Mood (Capitol)
- 1955: Blue Starr (Victor)
- Rockin’ with Kay (RCA)
- 1956: Kay Starr with the Hal Mooney Orchestra: The One and Only Kay Starr (RCA/Fresh Sound)
- Moonbeams and Steady Dreams (Stash, Kompilation von Rundfunk-Mitschnitten)
- The Uncollected, Vol. 1 & 2 (Hindsight Records)

### Alben als Bandsängerin
- Bob Crosby: Suddenly It’s 1939 (Giants of Jazz)
- Charlie Barnet: Big Band Bounce & Boogie (Affinity, 1944)
- Nat King Cole: Jazz Encounters (Capitol, 1947–50; Classics, 1944–1945)
- Red Norvo: The Complete Keynote Recordings and More (Definitive, 1944–45)

### Singles
| Jahr | Titel Album                                           | Höchstplatzierung, Gesamtwochen, AuszeichnungChartplatzierungen (Jahr, Titel, Album, Platzierungen, Wochen, Auszeichnungen, Anmerkungen) | Höchstplatzierung, Gesamtwochen, AuszeichnungChartplatzierungen (Jahr, Titel, Album, Platzierungen, Wochen, Auszeichnungen, Anmerkungen) | Anmerkungen |
| Jahr | Titel Album                                           | UK | US | Anmerkungen |
| ---- | ----------------------------------------------------- | --- | --- | ----------- |
| 1948 | You Were Only Fooling (While I Was Falling In Love) – | — | US25 (1 Wo.)US |             |
| 1950 | Hoop-Dee-Doo –                                        | — | US14 (8 Wo.)US |             |
| 1950 | Bonaparte’s Retreat –                                 | — | US5 (24 Wo.)US |             |
| 1950 | I’ll Never Be Free –                                  | — | US3 (18 Wo.)US |             |
| 1950 | Oh Babe –                                             | — | US12 (5 Wo.)US |             |
| 1951 | Come On-A My House –                                  | — | US17 (6 Wo.)US |             |
| 1952 | Wheel of Fortune –                                    | — | US1 (22 Wo.)US |             |
| 1952 | I Waited a Little too Long –                          | — | US23 (4 Wo.)US |             |
| 1952 | Kay’s Lament –                                        | — | US25 (3 Wo.)US |             |
| 1952 | Fool, Fool, Fool –                                    | — | US21 (7 Wo.)US |             |
| 1952 | Comes A-Long A-Love –                                 | UK1 (16 Wo.)UK | US22 (3 Wo.)US |             |
| 1953 | Side By Side –                                        | UK7 (4 Wo.)UK | US7 (13 Wo.)US |             |
| 1953 | Half A Photograph –                                   | — | US10 (12 Wo.)US |             |
| 1953 | Allez Vous En –                                       | — | US13 (10 Wo.)US |             |
| 1954 | Changing Partners –                                   | UK4 (14 Wo.)UK | US13 (10 Wo.)US |             |
| 1954 | Man Upstairs –                                        | — | US7 (17 Wo.)US |             |
| 1954 | If You Love Me (Really Love Me) –                     | — | US4 (18 Wo.)US |             |
| 1954 | Am I A Toy Or A Treasure –                            | UK17 (4 Wo.)UK | — |             |
| 1955 | Rock And Roll Waltz –                                 | UK1 (20 Wo.)UK | US1 (25 Wo.)US |             |
| 1956 | I’ve Changed My Mind A Thousand Times –               | — | US73 (4 Wo.)US |             |
| 1956 | Second Fiddle –                                       | — | US40 (10 Wo.)US |             |
| 1956 | Love Ain’t Right –                                    | — | US89 (1 Wo.)US |             |
| 1956 | The Things I Never Had –                              | — | US89 (3 Wo.)US |             |
| 1956 | The Good Book –                                       | — | US89 (4 Wo.)US |             |
| 1957 | Jamie Boy –                                           | — | US54 (5 Wo.)US |             |
| 1957 | A Little Loneliness –                                 | — | US73 (3 Wo.)US |             |
| 1957 | My Heart Reminds Me –                                 | — | US53 (12 Wo.)US |             |
| 1961 | Foolin’ Around –                                      | — | US49 (9 Wo.)US |             |
| 1961 | I’ll Never Be Free –                                  | — | US94 (3 Wo.)US |             |
| 1962 | Four Walls –                                          | — | US92 (4 Wo.)US |             |

grau schraffiert: keine Chartdaten aus diesem Jahr verfügbar